# Palazzo in Via San Giovanni Maggiore dei Pignatelli 29

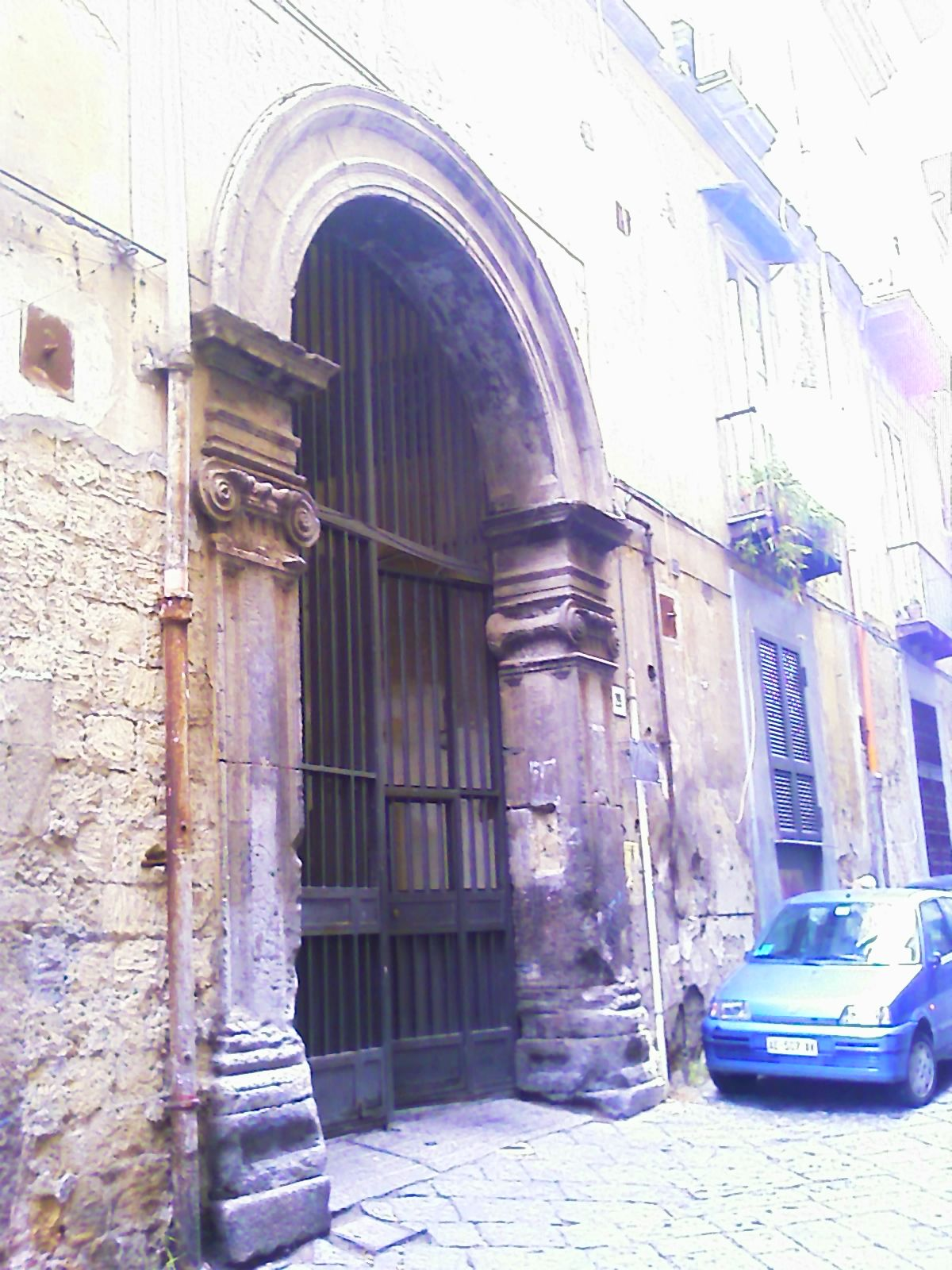
Palazzo in Via San Giovanni Maggiore dei Pignatelli 29 in Neapel: Eingangsportal

Der Palazzo in Via San Giovanni Maggiore dei Pignatelli 29 ist ein Palast aus dem 16. Jahrhundert im Viertel San Giuseppe von Neapel in der italienischen Region Kampanien. Er liegt in der Via San Giovanni Maggiore dei Pignatelli, 29.

## Beschreibung
Der Palast bildete einen einheitlichen Block zusammen mit dem Anwesen auf Hausnummer 34, wie die symmetrischen Eingangsportale bezeugen. Die beiden Anwesen wurden nach dem Zweiten Weltkrieg getrennt und das Haus Nr. 34 vollkommen umgestaltet und auf vier Stockwerke erhöht. Heute ist dort nur noch das originale Portal aus den ersten Jahren des 16. Jahrhunderts erhalten, das den Einfluss von Giovanni Francesco Mormando zeigt.
Der Palast auf Hausnummer 29 ist dagegen fast vollständig mit seinen Renaissanceverzierungen erhalten. Auch er besitzt ein Eingangsportal aus dem 16. Jahrhundert aus neun Steinblöcken und auch an den Fenstern der Fassade kann man Renaissanceelemente erkennen. Im Atrium gibt es eine kleine Tür mit geformtem Rahmen und Gebälk aus Piperno, die aus der Renaissance stammt. Sie dient als Eingang zur Portiersloge. Im Innenhof kann man die Profile der Bögen aus Piperno sehen, die einen Portikus bildeten. Auf der rechten Seite erhebt sich eine offene Treppe mit zwei zusammenhängenden Gewölben, die von einem Bogen eingerahmt werden.

## Bildergalerie

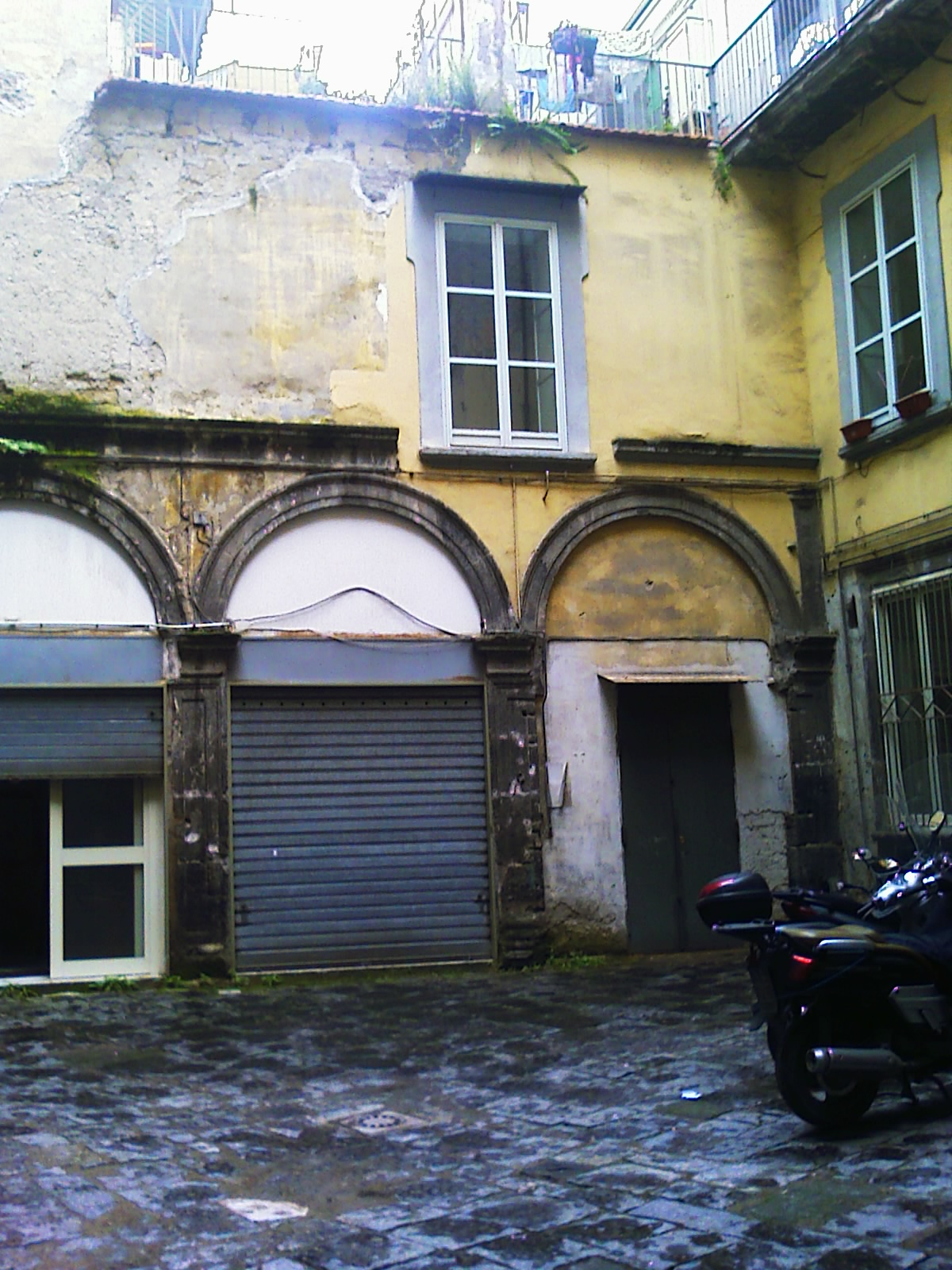
Innenhof mit den drei Bögen
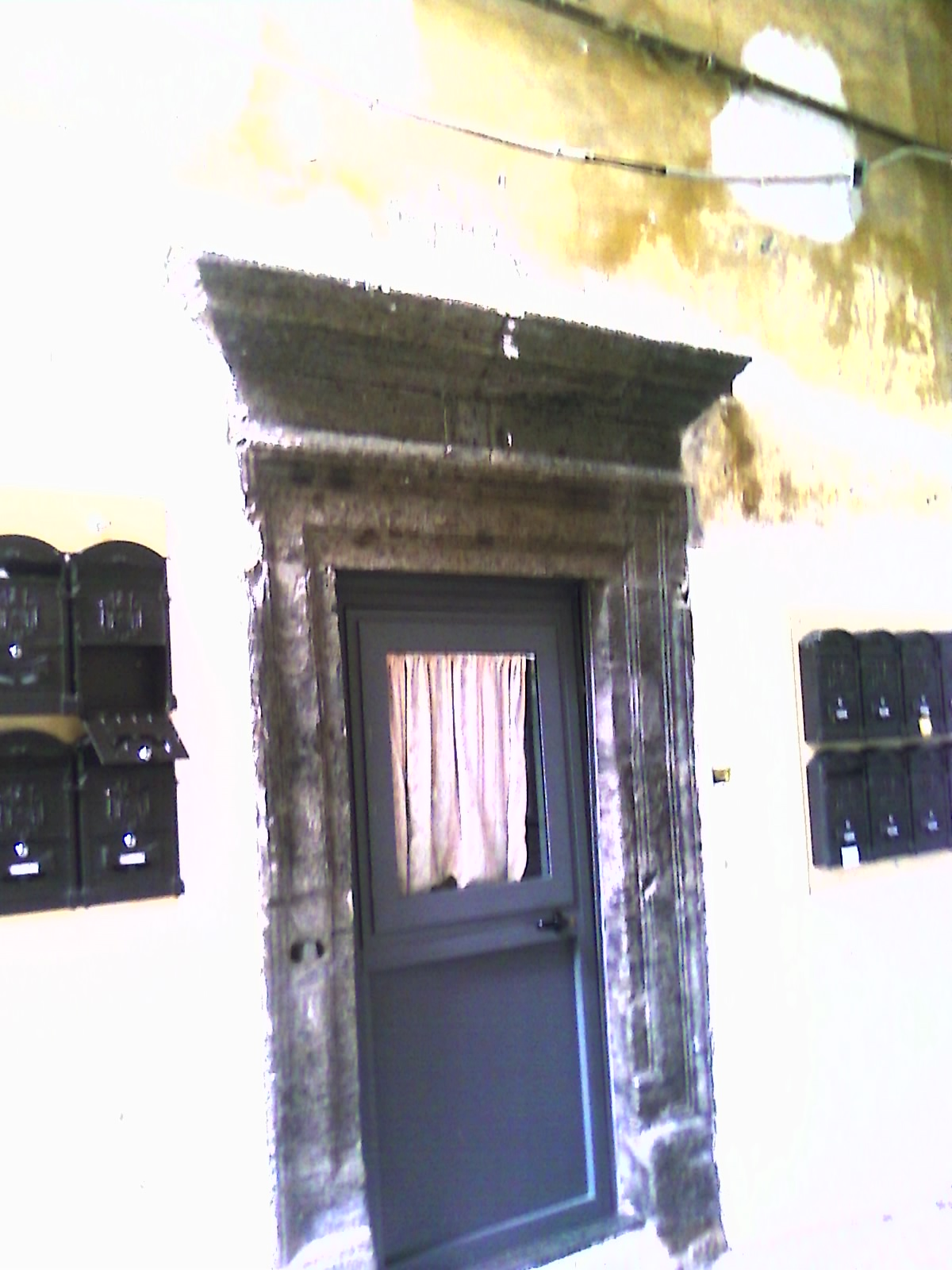
Portiersloge
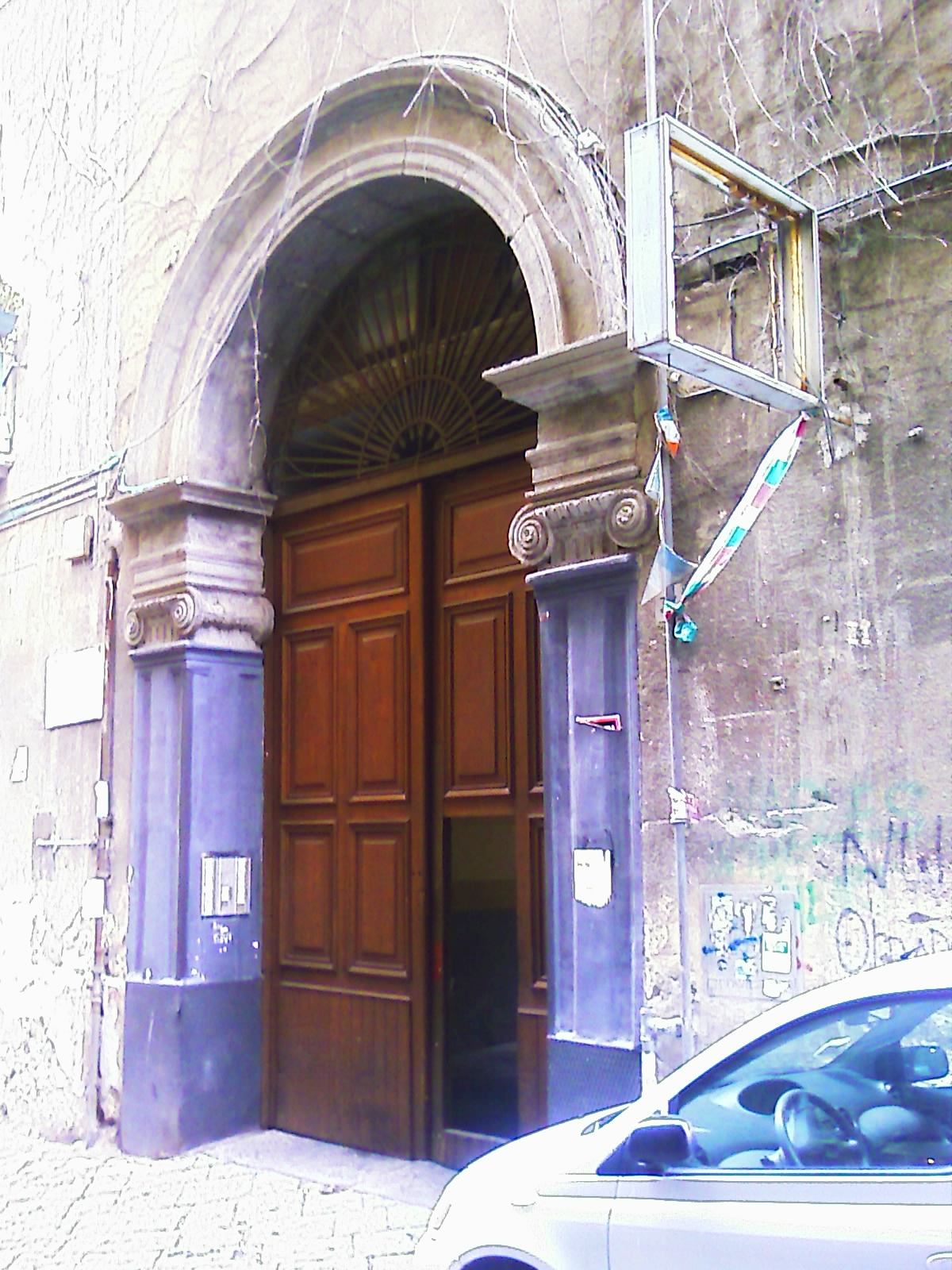
Eingangsportal auf Hausnummer 34